# J-Dog
Джорел Деккер (англ. Jorel Decker; род. 1 мая 1984, Лос-Анджелес, Калифорния, наиболее известный под своим сценическим псевдонимом J-Dog) — участник рэпкор-группы Hollywood Undead.
В Hollywood Undead выступает с момента образования группы, исполняя свой отрывок во многих песнях и играя на гитаре, бас-гитаре или на фортепиано (примеры: Young; From the Ground). Псевдоним J-Dog (JD) расшифровывается как Jorel Decker. J-Dog обычно исполняет куплеты в серьёзных песнях. В первой песне Hollywood Undead, «The Kids» J-Dog исполняет куплет. Джорел исполняет все куплеты в треках From the Ground и Nobody’s Watching. Написал и спродюсировал песню Outside альбома Notes From The Underground. На одном из концертов на глазах у публики сделал предложение своей девушке, с которой встречался пять лет.

## Маска
- С 2005 по 2007: бежевая хоккейная маска с округлыми вырезами для глаз. Рот заклеен долларом, на щеках бесформенные красные пятна — «кровоподтёки».
- С 2008—2009: Белая более рельефная маска, прорези для глаз сузились. Под глазами — брызги крови, на рту — кровавый доллар.
- С 2011 года у J-Dog’a белая маска с серыми, «обугленными» пятнами. Глаза «выжженны», светятся, на рту — однодолларовая банкнота.
- С 2013 у него маска белого цвета, с фильтрами от противогаза на щеках. Вместо купюры, на рту нарисован знак доллара. Так же на лбу появилось изображение Всевидящего Божьего Ока. Глаза выжжены и светятся красным.
- 2015: — Глаза «выжжены» более крупно, под глазами — кровоподтёки, знак доллара нарисован. На лбу надпись «UNDEAD» и Всевидящее Око.
- В 2017 году маска, так же как и у остальных участников, имеет три варианта расцветки: черно—золотая (черная маска, золотые слезы и знак доллара), сине—серебряная (серебряная маска, синие слезы и знак доллара) и красно—белая (красная маска, белые слезы и знак доллара)

## Дискография

### В составе Hollywood Undead
- 2008: Swan Songs
- 2009: Swan Songs B-Sides EP
- 2009: Desperate Measures
- 2010: Swan Songs Rarities EP
- 2011: American Tragedy
- 2011: American Tragedy Redux
- 2013: Notes from the Underground
- 2015: Day of the Dead
- 2017: Five
- 2018: Psalms EP
- 2020: New Empire, Vol. 1
- 2020: New Empire, Vol. 2